# Tabuaças
Tabuaças é uma freguesia portuguesa do município de Vieira do Minho, com 8,00 km² de área e 887 habitantes (censo de 2021). A sua densidade populacional é 110,9 hab./km².

## Geografia
Tabuaças tem vários lugares um deles é Real de onde se podem observar várias paisagens as Serras da Cabreira, do Gerês, e do Bom Jesus de Braga.
Também no lugar de Real há uma casa que, segundo a tradição, foi habitada por D. Inês de Castro.
Desta freguesia faz também parte o lugar de Cerdeirinhas.

## Demografia
A população registada nos censos foi:
| Distribuição da População por Grupos Etários | Distribuição da População por Grupos Etários | Distribuição da População por Grupos Etários | Distribuição da População por Grupos Etários | Distribuição da População por Grupos Etários |
| -------------------------------------------- | -------------------------------------------- | -------------------------------------------- | -------------------------------------------- | -------------------------------------------- |
| Ano                                          | 0-14 Anos                                    | 15-24 Anos                                   | 25-64 Anos                                   | > 65 Anos                                    |
| 2001                                         | 169                                          | 169                                          | 446                                          | 117                                          |
| 2011                                         | 151                                          | 107                                          | 518                                          | 143                                          |
| 2021                                         | 116                                          | 98                                           | 456                                          | 217                                          |

## Património
- Igreja Paroquial
- Capela das Almas de Rio-Mau
- Ponte de Saltadouro
- Capela de São Gonçalo
- Capela de Nossa Senhora do Socorro
- Oratório de Cruz Real
- Capela de Nossa Senhora da Soledade
- Capela de Santo António